# Albert Methfessel
Albert Gottlieb Methfessel, född 6 oktober 1785 i Stadtilm, Thüringen, död 23 mars 1869 i Heckenbeck, var en tysk tonsättare. 
Methfessel verkade i huvudsak som musikdirektör i Hamburg och som hovkapellmästare i Braunschweig. Han komponerade bland annat en opera, ett oratorium och sonater, men blev främst känd för sina sånger för manskörer i en folklig stil, som vann stor utbredning och länge ingick i Liedertafel-repertoarerna.